# Wine and Roses
"Wine and Roses" es el primer episodio de la sexta temporada de Better Call Saul, serie de televisión derivada de Breaking Bad. Michael Morris dirigió el episodio escrito por Peter Gould. Se emitió al mismo tiempo que "Carrot and Stick" el 18 de abril de 2022 en AMC y AMC+. En varios países fuera de Estados Unidos y Canadá, se estrenó en Netflix al día siguiente.
En el episodio, Nacho Varga se esconde después de ayudar en el intento de asesinato de Lalo Salamanca, sin darse cuenta de su fracaso. Mientras tanto, Jimmy McGill y Kim Wexler continúan con su plan para arruinar la vida de Howard Hamlin.
La apertura del episodio presenta un vistazo a la vida de Jimmy durante los eventos de Breaking Bad cuando era más conocido como Saul Goodman. La secuencia se inspiró en las películas clásicas Citizen Kane y Sunset Boulevard. Incluye una versión instrumental de la canción "Days of Wine and Roses". La toma de cierre de la apertura muestra una referencia a un episodio de la segunda temporada de Better Call Saul. Gould dijo que era un guiño al final de Citizen Kane y que quería que el momento simbolizara el verdadero carácter de Saul.
"Wine and Roses" recibió elogios de la crítica por la dirección, el guion y las actuaciones en pantalla. Un estimado de 1.42 millones de espectadores vieron el episodio durante su primera transmisión en AMC.

## Trama

### Apertura
En un flashforward, las autoridades retiran las posesiones de la casa/mansión vacante de Saul Goodman. Entre las pertenencias requisadas, se encuentran su ropa, objetos de lujo y su auto; mientras se carga un gabinete en un camión, el tapón de la botella de tequila de recuerdo de Kim cae a la alcantarilla.

### Historia principal
Después de que Nacho huye del complejo de Lalo Salamanca, Tyrus Kitt lo llama y lo dirige a un motel. Lalo llega a la casa de sus inquilinos, Sylvia y Mateo, los mata y luego traslada el cuerpo de Mateo a su casa para ser identificado como suyo. Juan Bolsa llama a Gus y le dice que Nacho ayudó a matar a Lalo y que el cartel ha ofrecido una recompensa por su cabeza. Gus cuestiona las circunstancias y se pregunta por qué todos los miembros del equipo de ataque están muertos si lograron matar a Lalo. Nacho llega a la habitación del motel, donde encuentra un arma, dinero en efectivo y un teléfono celular nuevo. Llama a Tyrus, quien le dice que se esconda hasta que sea seguro moverse. Nacho intenta llamar a Mike, quien se niega a contestar, dado que comparte esa noche con Kaylee.
El fiscal y el detective que manejan el caso del asesinato de Lalo informan a Jimmy que el nombre del acusado (Jorge de Guzmán), la dirección y la familia de su audiencia de fianza son falsos y le cuestionan si es cómplice. Jimmy amenaza con presentar denuncias por mala conducta y erróneamente se refiere a Lalo por su nombre real. Explica el error, pero luego se reprende a sí mismo en silencio.
Kim sugiere que si Jimmy tiene la intención de ejercer la abogacía como Saul Goodman, las mejoras en su casa, automóvil y oficina están en orden. Deciden seguir adelante con el plan de Kim para forzar una resolución del caso Sandpiper arruinando a Howard. Más tarde, mientras Kim vigila a Howard y Clifford Main durante una ronda de golf, Jimmy se cuela en el vestuario y coloca una bolsa que parece cocaína en el casillero de Howard. Jimmy evita por poco ser atrapado, y Howard y Cliff encuentran la bolsa, que Howard explica como una broma o un error de un empleado.
Lalo tiene la intención de ingresar a los Estados Unidos, pero antes de esconderse en el camión de carga de los coyotes, llama a su tío Héctor para decirle que está vivo y le comenta que cree que Gus fue el responsable del ataque. Héctor le aconseja que encuentre pruebas que el cartel aceptará. Lalo se da cuenta de que la prueba no está en Estados Unidos y decide quedarse. Los coyotes se niegan a devolver su dinero, por lo que los mata, devuelve el dinero de los otros que pagaron para ser contrabandeados y luego usa la camioneta de un coyote para irse.

## Producción
"Wine and Roses" fue dirigida por Michael Morris y escrita por el productor ejecutivo y cocreador de Better Call Saul, Peter Gould.  Es el primer estreno de temporada de Better Call Saul que no presenta un flashforward de Jimmy McGill viviendo bajo el alias Gene Takavic después de los eventos de Breaking Bad. En cambio, muestra un vistazo de su vida personal durante Breaking Bad, cuando era más conocido como Saul Goodman. Gould dijo que dado que la temporada tenía 13 episodios, en lugar de los 10 habituales, el equipo de redacción decidió esperar hasta más adelante en la temporada para mostrar la línea de tiempo de Gene. La escena de apertura se inspiró en las películas clásicas Ciudadano Kane (1941) y Sunset Boulevard (1950). Cuenta con varias referencias a episodios anteriores, así como a los posteriores. La secuencia fue filmada en Albuquerque en la casa de una familia adinerada en el negocio de los casinos.  La ubicación fue la segunda elección del equipo. Originalmente iba a estar ambientada en la casa que Jimmy y Kim consideraron comprar en el episodio "50% Off", pero se consideró "demasiado restrictiva", lo que llevó al cambio.  Muchos de los actores que interpretaban a los limpiadores de casas eran bailarines profesionales del mismo grupo de baile, una idea que se les ocurrió a Morris y al asistente de dirección Rich Sickler para darle a la secuencia una "precisión de ballet". La escena fue ensayada un domingo y filmada durante los dos días siguientes.
La diseñadora de producción Denise Pizzini y su equipo transformaron la casa hasta el punto en que Gould dijo que "no se veía exactamente como la ves retratada". Partes del baño se tomaron de un set construido en Q Studios. El inodoro dorado en la habitación era un inodoro normal que estaba pintado de dorado y luego repintado después de que Morris dijo que "no era lo suficientemente dorado".  El standee de Saul Goodman en la secuencia era una foto que Gould tomó del actor Bob Odenkirk mientras armaba un sitio web del personaje, cuando estaban filmando la tercera temporada de Breaking Bad.  Más tarde se reveló que un libro negro que abre uno de los limpiadores en la escena es el libro de contactos criminales del Dr. Caldera en el episodio "Axe and Grind". Los descifradores funcionales del libro fueron concebidos por el guionista Ariel Levine, la asistente Valerie Chu, la asistente de utilería Claudia Azurmendi, la asistente de producción Jenn Carroll, la asistente del showrunner Joanna Zhang y la coordinadora de guiones Kathleen Williams-Foshee. Según los informes, las páginas que se muestran en la escena fueron decodificadas y resueltas por un usuario de Reddit en mayo de 2022. La canción que suena en la escena es una grabación de la orquesta de Jackie Gleason tocando "Days of Wine and Roses", una pieza que Gould seleccionó por la frecuencia con la que la escuchaba de camino al trabajo. 
El primer plano de la escena inicial es de varias corbatas cayendo en una pila, de las cuales las primeras son monocromáticas y las últimas coloridas. A Morris se le ocurrió la idea, que dijo que le recordaba una escena de apertura similar en Alice Doesn't Live Here Anymore (1974). La toma fue grabada con una cámara Photo-Sonics y filmada a 480 cuadros por segundo (FPS). Originalmente era tres cuartos de segundo; la transmisión reprodujo la grabación a 240 FPS, por lo que duró más. Se completó con sólo efectos prácticos. Las corbatas fueron cuidadosamente seleccionadas por la diseñadora de vestuario Jennifer Bryan y colocadas en el encuadre mediante dos cintas transportadoras, una a cada lado de la cámara. 
La toma final de la escena de apertura es del tapón de la botella de tequila, producido por la marca ficticia Zafiro Añejo, que Kim guarda como recuerdo en el episodio "Switch" de la segunda temporada de Better Call Saul. El tope se agregó a la escena a través de CGI para ahorrar tiempo y darle al equipo control sobre dónde aterrizaría y Rodeo FX lo agregó durante la posproducción. Fue un reto filmar la toma porque era el último día del equipo en ese lugar y se estaban quedando sin luz natural. La toma es un guiño al final de Citizen Kane, donde las últimas palabras del personaje principal se explican por el nombre comercial de su trineo, "Rosebud", que nadie nota. Morris dijo que "el enfoque general de la apertura de esta temporada tiene mucho en común con esa gran secuencia que termina en la revelación de Rosebud. La forma en que esta secuencia se canaliza hacia esa imagen final es una reminiscencia deliberada de lo grandioso, enorme, que debe haberse sentido como un disparo de grúa mágico en ese momento, simplemente pasando por toda la mansión". Gould dijo que la inclusión de ese disparo "te dice, o al menos me dice a mí, que incluso cuando Saul Goodman estaba en su punto más bajo y le está aconsejando a Walter White que mate a la gente, todavía tiene ese tapón de Zafiro, por lo que todavía queda algo de alma allí en alguna parte. Tal vez". 
El episodio incluye un primer plano extremo de una hormiga arrastrándose sobre el dedo de un cadáver. El director de fotografía Marshall Adams dijo que "la hormiga no estaba cooperando en absoluto. Era la hormiga más torpe que he visto en mi vida. Se estaba cayendo del dedo. No pudo aguantar. Y luego, de repente, todo resultó encajar perfectamente en una sola toma". Más adelante en el episodio, Nacho (Michael Mando) se esconde en un túnel de tuberías y bebe del agua que sale de él. El equipo usó un área detrás del estudio de producción para filmar la escena porque allí ya se había construido un camino natural. Cavaron el hoyo y colocaron la tubería en él ellos mismos, asegurándose de que estuviera esterilizado y limpiado regularmente. Adams dijo que tenían que tener cuidado de no dejar suciedad en el agua para que Mando pudiera beber de ella.  Una toma del bolso de Jimmy pasando por un detector de metales fue filmada con una Blackmagic Pocket Cinema Camera. "El técnico en realidad tuvo que poner una pequeña luz verde allí, pero literalmente estaba amarrando un monitor y un cable para que pudiéramos verlo pasar", dijo Adams. El restaurante donde conversan Jimmy y Kim, El Camino Dining Room, es un lugar real y un guiño a la secuela de Breaking Bad, El Camino: A Breaking Bad Movie (2019). Durante la posproducción, Joey Reinisch completó la edición del episodio en su primer crédito de edición en solitario en televisión. : 0:37–1:07 

## Recepción

### Respuesta crítica
En el sitio web del agregador de reseñas Rotten Tomatoes, el 100% de diez reseñas son positivas, con una calificación promedio de 9.0/10. David Segal de The New York Times describió el episodio como "fuerte, retorcido y apasionante" y dijo que la escritura "debe ser aclamada como una magistral apertura del telón, que logró retomar la historia justo donde la dejó, hace dos años y lanzarlo hacia adelante a un ritmo prometedor". Segal también elogió la dirección de Morris en la escena inicial, pero criticó la estafa de Kim contra Howard en el club de campo, calificándola de "más tonta y tonta que el resto del programa" e "inútilmente cruel". Al revisar "Wine and Roses" y "Carrot and Stick" juntas, Kimberly Potts de The AV Club calificó con una "A" y dio notas positivas al guion de Gould y las actuaciones del elenco, especialmente las de Rhea Seehorn como Kim y Michael Mando como Nacho.
Steve Greene, que escribe para IndieWire, dijo que los dos primeros episodios fueron "sorprendentemente cortos en movimientos en falso hasta ahora". También destacó la actuación de Ed Begley Jr. como Clifford Main y el simbolismo de que Kim tirara la taza de café "El segundo mejor abogado del mundo", calificándola de "una especie de sujetalibros poético". Tara Bennett de IGN dice que Odenkirk y Seehorn "encabezan un elenco fantástico que continúa aportando matices a sus personajes, incluso cuando se embarcan en algunas opciones de vida inhumanas. Todos hacen que equilibrar una historia sobre la moralidad, la corrupción, la venganza y el amor, con un misterio secundario primordial de lo que le sucede a un abogado que usa trajes terribles, parezca fácil". IndieWire clasificó a "Wine and Roses" como el octavo mejor episodio de televisión del año.

### Calificaciones
Un estimado de 1.42 millones de espectadores vieron "Wine and Roses" durante su primera transmisión en AMC el 18 de abril de 2022. Fue el estreno de drama por cable número uno de 2022 en el momento de su emisión. Según AMC, el estreno de dos episodios generó más de medio millón de interacciones en las plataformas sociales, incluidos Twitter y Facebook, un aumento de más del 60% en comparación con "Magic Man", el estreno de la quinta temporada del programa. El rastreador de análisis social ListenFirst dijo que una tendencia nacional de 10 horas en Twitter convirtió al programa en el "drama televisivo número 1 en participación social, búsqueda orgánica, conversación y contenido compartido". El estreno también resultó en el mayor día de nuevas inscripciones de suscriptores para AMC+ .